# 마츠 비퍼르
마츠 비퍼르(네덜란드어: Mats Wieffer, 1999년 11월 16일 ~ )는 네덜란드의 축구 선수이다. 그의 포지션은 수비형 미드필더로, 현재 프리미어리그의 브라이턴 & 호브 앨비언에서 활약하고 있다.

## 클럽 경력
보르너에서 태어난, 비퍼르는 5세 때 RKSV NEO에 입단해 유소년 축구를 하다가 10세 때 FC 트벤테 유소년 아카데미에 입단했다. 그는 2017-18 시즌에 용 FC 트벤테 소속으로 데르더 디비시에서 1경기 출전하였고, 2018년 10월 30일, 4-2로 이긴 VV 노르드베이크와의 KNVB컵 경기에서 트벤터 소속으로 프로 데뷔전을 치렀다. 2019년 3월, 그는 2-0으로 이긴 TOP 오스와의 경기에서 리그 데뷔전을 치렀다.
2020년 6월, 비퍼르는 자유계약으로 엑셀시오르와 3년 계약을 맺고 이적했다.
2022년 6월, 비퍼르는 페예노르트와 4년 계약을 맺고 이적했다. 2023년 1월 12일, 그는 3-1로 이긴 PEC 즈볼러와의 컵경기에서 팀의 동점골이자 페예노르트 소속으로 데뷔골을 넣었고 다닐루의 역전골을 도와 승리에 기여했다. 2023년 4월 13일, 비퍼르는 1-0으로 이긴 로마와의 UEFA 유로파리그 8강 1차전에서 결승골을 넣으며 유럽대항전 데뷔골을 기록했다.

## 국가대표팀 경력
2023년 3월 17일, 비퍼르는 프랑스와 지브롤터와의 UEFA 유로 2024 예선 경기를 앞두고 네덜란드 성인 국가대표팀에 처음으로 차출되었다. 3월 27일, 그는 3-0으로 이긴 지브롤터와의 경기에서 선발로 출전하며 데뷔전을 치렀다.

## 수상 내역
페예노르트
- 에레디비시: 2022–23[13]